# ラモン・バランゲー4世
ラモン・バランゲー4世（カタルーニャ語：Ramon Berenguer IV el Sant IPA：[rəˈmom bəɾəŋˈge] ラモン・バランゲー、アラゴン語：Remón Berenguer IV o Santo レモン・ベレンゲール、1113年頃 - 1162年8月6日）は、バルセロナ伯、ジローナ伯、ウゾーナ伯、サルダーニャ伯（在位：1131年 - 1162年）。アラゴン女王ペトロニラの王配。結婚後の1137年以降、アラゴンのプリンケプス（príncep d'Aragó）及びリバゴルサ伯も名乗った。カスティーリャ語ではラモン・ベレンゲール4世（Ramón Berenguer IV）。

## 生涯
バルセロナ伯ラモン・バランゲー3世とプロヴァンス女伯ドゥルサの長男として生まれ、1131年にバルセロナ伯を継承した。プロヴァンス伯は弟バランゲー・ラモンが継承した。また、姉妹の一人バランゲーラはカスティーリャ王アルフォンソ7世の王妃となった。
1137年8月、わずか1歳のアラゴン王女ペトロニラと婚約した。ペトロニラの父ラミロ2世僧王は元々聖職者出身で俗世に未練がなく、妃との間に実子をもうけたので退位を望んでいたが、まだ幼いペトロニラが即位すればアラゴン王国が隣国カスティーリャ王国に狙われることは必至のため、バルセロナ伯領の加勢をもってアラゴンが侵略されないようにすることを考え、結婚という同盟関係樹立を急いだのだった。ラミロ2世は同年11月に退位し、ペトロニラと娘婿ラモン・バランゲーへ王国を託した。ラモン・バランゲーは実質的にアラゴンの統治者であったが、アラゴン王を自称せず、バルセロナ伯（Comte de Barcelona）、アラゴン公（Príncipe de Aragón）を名乗った。ペトロニラとの間の長男アルフォンソ2世以後、アラゴン王及びバルセロナ伯と名乗るようになった。こうしてアラゴン連合王国が成立した。
治世の中期、ラモン・バランゲーの関心はムーア人に対する遠征に向けられた。1147年10月、第2回十字軍の一部として、ラモンはアルメリアを征服するカスティーリャ軍を支援している。またラモンは、ムワッヒド朝が支配していたバレンシア及びムルシア王国を占領した。1148年12月には、フランス・ジェノヴァ共和国の十字軍兵士の加勢を受けて、5ヶ月間包囲していたトゥルトーザを陥落させた。翌1149年、セグレ川とエブロ川の合流地点にある、フラガ、リェイダ、メキネンサを占領し、現在のカタルーニャ地方にあたる面積のレコンキスタを完了した。
ラモン・バランゲーはまた、トゥールーズ伯と戦う弟バランゲー・ラモンを支援した。1151年、ラモン・バランゲーはポブレーに王立修道院を建てた。1162年、ラモン・バランゲーはピエモンテのボルゴ・サン・ダルマッツォで死去した。

## 子女
1151年にペトロニラと結婚、4男1女がいる。
- ペドロ（1152年 - 1164年） -　早世
- アルフォンソ2世（1157年 - 1196年） - アラゴン王
- ペドロ（1158年 - 1181年） - プロヴァンス伯（レーモン・ベランジェ3世、1173年 - 1181年）
- ドゥース（1160年 - 1198年） - 1174年にポルトガル王サンシュ1世と結婚。
- サンチョ（サンシュ）（1161年? -1223年） - プロヴァンス伯（1181年 - 1185年）、ルシヨン伯、サルダーニャ伯

私生児に、ナルボンヌ司教となったラモンがいる。